# Lijst van beschermd erfgoed in Limburg
Onderstaande tabel geeft een overzicht van de beschermde erfgoederen in de gemeente Limburg. Het beschermd erfgoed maakt deel uit van het cultureel erfgoed in België.
| Object | Bouwjaar/architect | Deelgemeente      | Adres                                                                                            | Coördinaten                   | Nummer?                | Afbeelding |
| --- | ------------------ | ----------------- | ------------------------------------------------------------------------------------------------ | ----------------------------- | ---------------------- | --- |
| Sint-Annakapel |                    | Limburg           | Halloux                                                                                          | 50° 36' 16" NB, 5° 56' 5" OL  | 63046-CLT-0001-01 Info | Sint-Annakapel |
| Sint-Joriskerk |                    | Limburg           |                                                                                                  | 50° 36' 45" NB, 5° 56' 28" OL | 63046-CLT-0003-01 Info | Sint-Joriskerk |
| Oude wallen en architecturaal ensemble van de oude stad |                    | Limburg           |                                                                                                  | 50° 36' 59" NB, 5° 56' 25" OL | 63046-CLT-0004-01 Info | Oude wallen en architecturaal ensemble van de oude stad |
| Huis: voorgevel, toegangspoort tot de binnenplaats en dakhelling voorzijde |                    | Limburg (Dolhain) | rue Georges Wilson 32                                                                            | 50° 37' 15" NB, 5° 56' 24" OL | 63046-CLT-0005-01 Info | Huis: voorgevel, toegangspoort tot de binnenplaats en dakhelling voorzijde |
| Huis: voorgevel, dakhelling voorzijde |                    | Limburg (Dolhain) | rue Georges Wilson 34                                                                            | 50° 37' 15" NB, 5° 56' 24" OL | 63046-CLT-0006-01 Info | Huis: voorgevel, dakhelling voorzijde |
| Koor uit de 15e eeuw van de Sint-Rochuskerk |                    | Bilstain          |                                                                                                  | 50° 37' 28" NB, 5° 55' 10" OL | 63046-CLT-0007-01 Info | Koor uit de 15e eeuw van de Sint-Rochuskerk |
| Sint-Rochuskerk |                    | Bilstain          |                                                                                                  | 50° 37' 28" NB, 5° 55' 10" OL | 63046-CLT-0008-01 Info | Sint-Rochuskerk |
| Sint-Lambertuskerk |                    | Gulke             |                                                                                                  | 50° 36' 24" NB, 5° 57' 23" OL | 63046-CLT-0010-01 Info | Sint-Lambertuskerk |
| Openbare pomp |                    | Limburg           | rue Derrière l'église                                                                            | 50° 36' 42" NB, 5° 56' 28" OL | 63046-CLT-0011-01 Info | Openbare pomp |
| Huis: voorgevel, voorste gedeelte van het dak, muur, hek, poort, inrichting van de lounge naast de Place St-Georges                                                                                    |                    | Limburg           | place Saint-Georges 36                                                                           | 50° 36' 44" NB, 5° 56' 24" OL | 63046-CLT-0012-01 Info | Huis: voorgevel, voorste gedeelte van het dak, muur, hek, poort, inrichting van de lounge naast de Place St-Georges                                                                                    |
| Bestrating van de weg en de trottoirs |                    | Limburg           | place Saint-Georges                                                                              | 50° 36' 44" NB, 5° 56' 25" OL | 63046-CLT-0013-01 Info | Bestrating van de weg en de trottoirs |
| De muur rondom de tuin en de poort van de armen "Caldenborg-Bardieus" |                    | Limburg           | rue Derrière l'Eglise en gesitueerd aan de achterzijde van het gebouw aan Place Saint-Georges 31 | 50° 36' 45" NB, 5° 56' 27" OL | 63046-CLT-0014-01 Info | De muur rondom de tuin en de poort van de armen "Caldenborg-Bardieus" |
| Uitbreiding van de bescherming van de muur rond de tuin, en de poort, gesitueerd aan de achterzijde van het gebouw aan Place Saint-Georges n°31, en het ensemble van deze, de gevels, dak en puntgevel |                    | Limburg           | place Saint-Georges 31                                                                           | 50° 36' 45" NB, 5° 56' 26" OL | 63046-CLT-0015-01 Info | Uitbreiding van de bescherming van de muur rond de tuin, en de poort, gesitueerd aan de achterzijde van het gebouw aan Place Saint-Georges n°31, en het ensemble van deze, de gevels, dak en puntgevel |
| Huis: hoofdgevel, voorzijde dak, bordes en muur |                    | Limburg           | place Saint-Georges 72                                                                           | 50° 36' 41" NB, 5° 56' 24" OL | 63046-CLT-0016-01 Info | Huis: hoofdgevel, voorzijde dak, bordes en muur |
| Huis: gevels en daken, en bijgebouw genaamd "magasin à munitions" |                    | Limburg           | place Saint-Georges 33                                                                           | 50° 36' 45" NB, 5° 56' 26" OL | 63046-CLT-0017-01 Info | Huis: gevels en daken, en bijgebouw genaamd "magasin à munitions" |
| Oude raadhuis: gevels en daken, uitgezonderd de lage aanbouw aan de achterzijde, en alle zichtbare elementen van Arvô (muren, plafond en plaveisel)                                                    |                    | Limburg           | place Saint-Georges 30                                                                           | 50° 36' 45" NB, 5° 56' 24" OL | 63046-CLT-0018-01 Info | Oude raadhuis: gevels en daken, uitgezonderd de lage aanbouw aan de achterzijde, en alle zichtbare elementen van Arvô (muren, plafond en plaveisel)                                                    |
| Huis: straatgevel met bordes en twee dakpanelen |                    | Limburg           | Sur les Remparts 124                                                                             | 50° 36' 40" NB, 5° 56' 24" OL | 63046-CLT-0019-01 Info | Huis: straatgevel met bordes en twee dakpanelen |
| Muur aan straatzijde en poort van de provoost, naar de armen van "Mathias de Amezaga", en de muur loodrecht op de straat                                                                               |                    | Limburg           | rue Derrière l'Eglise                                                                            | 50° 36' 47" NB, 5° 56' 27" OL | 63046-CLT-0020-01 Info | Muur aan straatzijde en poort van de provoost, naar de armen van "Mathias de Amezaga", en de muur loodrecht op de straat                                                                               |
| Huis, muur van de tuin, portaal en paviljoen |                    | Limburg           | place Saint-Georges 42                                                                           | 50° 36' 44" NB, 5° 56' 24" OL | 63046-CLT-0021-01 Info | Huis, muur van de tuin, portaal en paviljoen |
| Exterieur van het oude gebouw van het kasteel van Villers (gevels, puntgevels en vier dakpanelen) en instelling beschermingszone                                                                       |                    | Bilstain          |                                                                                                  | 50° 37' 60" NB, 5° 55' 21" OL | 63046-CLT-0022-01 Info | Exterieur van het oude gebouw van het kasteel van Villers (gevels, puntgevels en vier dakpanelen) en instelling beschermingszone                                                                       |
| Architecturaal ensemble van Ville Haute de Limbourg |                    | Limburg           |                                                                                                  | 50° 36' 39" NB, 5° 56' 23" OL | 63046-PEX-0001-01 Info | Architecturaal ensemble van Ville Haute de Limbourg |